# Jean-Michel Vanderheyden
Jean-Michel Vanderheyden, né le 30 septembre 1767 à Maaseik et mort le 2 septembre 1836 à Liège, est un mathématicien, professeur et homme politique belge. En 1818, il devient recteur de l'université de Liège. Il occupe un poste de député à la Chambre des représentants entre 1833 et 1835. 

## Biographie

### Jeunesse et études
Jean-Michel Vanderheyden nait le 30 septembre 1767 à Maaseik,,. Il est le fils d'Antoine Henri Vanderheyden, tailleur et d'Anne Catherine Reumer. Il effectue ses études à l'ancienne université de Louvain dans la faculté de philosophie et des arts et est nommé « primus » en 1786,.

### Enseignement
En 1792, il devient professeur de droit et entre 1794 et 1797 donne le cours de philosophie à Louvain. En 1798, il rejoint l'école centrale du département de l'Ourthe où il enseigne la physique expérimentale et la chimie jusqu'en 1802. Il enseigne ensuite les mathématiques dans le supérieur au lycée impérial jusqu'en 1815 et puis au collège royal de Liège jusqu'en 1817,. À cette date, l'université de Liège est fondé et il rejoint la faculté des sciences naturelles. Il donne les cours d'algèbre élémentaire, de géométrie, de géométrie analytique, de calcul différentiel et intégral et d'astronomie physique et théorique. En 1818, il est nommé recteur de l'université, remplaçant Toussaint-Dieudonné Sauveur. Avec ce dernier, il fonde la Société des sciences physiques et médicales de Liège.
Lors de son arrivée à l'université, il ne possède qu'un collègue dans la faculté des sciences, Jean-Charles Delvaux de Fenffe. En 1818, ils sont rejoints par Henri-Maurice Gaëde. Ces deux collègues occuperont également le poste de recteur.
En 1821, Richard Van Rees (nl) reprend une partie des cours de Jean-Michel Vanderheyden et en 1828, ce dernier atteint l'éméritat.

### Politique et fin de vie
En 1833, il est élu à la Chambre des représentants pour l’arrondissement de Ruremonde. Il remplace J.-W. Ernst, décédé la même année. Il occupe son poste de député jusqu'en 1835. Il est de confession catholique,. Il n'est pas réélu, étant est battu par le général Lambert Nypels, même si ce dernier ne sera pas élu pour des questions de nationalité.
Jean-Michel Vanderheyden meurt à Liège le 2 septembre 1836.

## Publication
Une seule publication au nom de Jean-Michel Vanderheyden est connue. Il s'agit d'un mémoire sur l'électromagnétisme dans le Journal de physique publié par Henri-Marie Ducrotayille en 1822.